# Air Grover
Air Grover est un circuit de montagnes russes en métal situé dans le parc à thème Busch Gardens Tampa, en Floride. Se trouvant dans la section du parc "Sesame Street Safari of Fun", Air Grover est une attraction adaptées aux enfants. Ouvert le 27 mars 2010, Air Grover simule un vol en avion biplan avec Grover (en), un personnage de Sesame Street.

## Disposition
Une fois que le train sort de la station, il fait un virage à 180 degrés vers la gauche puis grimpe sur une montée de 24 pieds (7,3 m), tractée par des pneus. Une fois en haut, le train parcourt quelques mètres de piste droite avant de chuter à 22,5 pieds (6,9 m) à un angle de 45 degrés. Le train parcourt ensuite une spirale ascendante de 540 degrés vers le haut, à gauche, qui traverse un désert de style « Sesame Street ». Le train entre ensuite dans une bosse en passant au-dessus d'un chemin. Après cela, le train suit une hélice étroite, inclinée à droite, de 360 degrés vers le bas. Le train rentre alors dans la gare et est arrêté par des freins magnétiques.